# Andreas Jakob
Andreas Jakob (* 28. Oktober 1955 in Würzburg) ist ein deutscher Archivar und Historiker. Er war bis zum 31. Juli 2024 Leiter des Stadtarchivs Erlangen.

## Leben
Andreas Jakob studierte von 1978 bis 1983 Kunstgeschichte, Fränkische und Bayerische Landesgeschichte und Klassische Archäologie an der Friedrich-Alexander-Universität Erlangen-Nürnberg.  1993 erlangte er die Doktorwürde mit einer Promotion in Geschichte. Zwischen 1993 und 1996 besuchte er die Archivschule in München und schloss dort mit dem Zweiten Staatsexamen ab. Er war seit 1984 wissenschaftlicher Mitarbeiter im Stadtmuseum und Stadtarchiv Erlangen und wurde 2007 Leiter des Stadtarchivs Erlangen.
Neben zahlreichen Veröffentlichungen, vor allem zur Erlanger Architektur-, Stadt-, Universitäts- und Studentengeschichte, dem Novemberpogrom 1938, zur Geschichte der deutschen Planstädte, zur fränkischen Regional- und Kirchengeschichte und von Lexikon- und Handbuchartikeln ist er auch Herausgeber und Mitherausgeber verschiedener Bücher, u. a. des Erlanger Stadtlexikons seit 2002.
2023 erhielt er den Akademie-Preis der Bayerischen Akademie der Wissenschaften.

## Werke (Auswahl)
- „Die erste nationalsozialistische Hochschule des Reichs“. Die Universität Erlangen unter dem Schatten von Julius Streicher. (Forschungen und Quellen zur Erlanger Stadtgeschichte, Bd. 2,1, hrsg. vom Stadtarchiv Erlangen), Neustadt/Aisch 2024, 790 Seiten.
- Der Tag der Schande in Erlangen. Die Opfer des Pogroms gegen die Juden in Erlangen, in: Stadtarchiv Erlangen (Hrsg.), Der Tag der Schande in Erlangen. Die Opfer des Pogroms gegen die Juden in Erlangen. Gedenkbuch (Veröffentlichungen des Stadtarchivs Erlangen, Sonderreihe Heft 1), Erlangen 2019.
- „... daß ein Jude Jude bleibt, auch wenn ihm Taufwasser scheffelweise über den Kopf geschüttet wird!“ Antisemitismus in Erlangen am Beispiel von Dr. Ernst G. Deuerlein (1893-1978), in: Peter Fleischmann/Georg Seiderer (Hrsg.), Archive und Archivare in Franken im Nationalsozialismus (Franconia 10); Neustadt an der Aisch 2019, S. 265–325.
- Das Denkmal für Jakob Herz in Erlangen. Ein Beispiel für die Überwindung der Ausgrenzung von Juden im 19. Jahrhundert, Freundeskreis der Jüdischen Kultusgemeinde Erlangen (Hrsg.), Der jüdische Friedhof in Erlangen, Amberg 2018, S. 125–135.
- Der Tod des Kampfkommandanten. Das Kriegsende in Erlangen 1945 im Spiegel von Augenzeugenberichten (Veröffentlichungen des Stadtarchivs Erlangen, Nr. 20), Berching 2018.
- Hugenotten in Franken. Mehr als eine Initialzündung?, in: Andrea M. Kluxen/Julia Krieger/Andrea May (Hrsg.), Fremde in Franken. Migration und Kulturtransfer (= Geschichte und Kultur in Mittelfranken, Bd. 4) Ergon-Verlag, Würzburg 2016, S. 157–212.
- Notgeldjahre. Die Geldentwicklung vom Ausbruch des Ersten Weltkriegs bis zur Hyperinflation 1923 am Beispiel der Stadt Erlangen (Veröffentlichungen des Stadtarchivs Erlangen, Nr. 17), Wendelstein 2016.
- Das Kollegiatstift bei St. Martin in Forchheim. Grundlagen zur Geschichte von Stift und Pfarrei in der zweiten Hauptstadt des Hochstifts Bamberg 1354 - 1803, Band 2: Die Personallisten, Erlangen 2015.
- Die Hugenottenkirche in Erlangen. "Das eindringlichste Bauwerk reformierter Tradition in Bayern" (Veröffentlichungen des Stadtarchivs Erlangen, Nr. 12), Wendelstein 2013.
- Von Erlangen in die Fränkische Schweiz. Frühromantische Landschaftszeichnungen von Friedrich Wilhelm Doppelmayr aus dem Jahre 1797 im Spiegel zeitgenössischer Reiseberichte (Veröffentlichungen des Stadtarchivs Erlangen, Nr. 11), Wendelstein 2013.
- „… seine Hauptleidenschaft war das Militair …“? Markgraf Friedrich von Brandenburg-Bayreuth als Regimentsinhaber und Landesherr, in: Georg Seiderer/Clemens Wachter (Hrsg.), Markgraf Friedrich von Brandenburg-Bayreuth 1711–1763. Referate der Tagung am 12. und 13. Mai 2011 in der Aula der Friedrich-Alexander-Universität Erlangen-Nürnberg, Zentralinstitut für Regionenforschung, Sektion Franken (= Franconia 5, Beihefte zum Jahrbuch für fränkische Landesforschung), Neustadt an der Aisch 2012, S. 195–285.
- Erlangen im 18. Jahrhundert. Volk Verlag, München 2012.
- „Daß die Lehrer dieser Universität den Lehrern der Universität Altdorf ihre beständige Freundschaft schenken möchten“. Die Universität Erlangen und ihr Verhältnis zu Altdorf, in: Hanns Christof Brennecke/Dirk Niefanger/Werner Wilhelm Schnabel (Hrsg.), Akademie und Universität Altdorf. Studien zur Hochschulgeschichte Nürnbergs (= Beihefte zum Archiv für Kulturgeschichte, Heft 69), Köln/Weimar/Wien 2011, S. 363–395.
- „In der Nacht, in der die Judenaktion stattfand …“. Der Pogrom vom 9./10. November 1938 in Erlangen und seine juristische Aufarbeitung 1946–1950. (Veröffentlichungen des Stadtarchivs Erlangen, Nr. 9/1), Nürnberg 2011.
- Eine Idee von Versailles in Franken. Macht- und Kunstpolitik beim Aufstieg Erlangens zur zweiten Residenz- und sechsten Landeshauptstadt des Markgraftums Brandenburg-Bayreuth, in: Axel Gotthard/Andreas Jakob/Thomas Nicklas (Hrsg.), Studien zur politischen Kultur Alteuropas (Festschrift Helmut Neuhaus), Berlin 2009, S. 421–460.
- Das Himmelreich zu Erlangen – offen aus Tradition? W. Tümmels Verlag, Nürnberg 2007.
- Ein Spiegel des Heiligenhimmels auf Erden. - Die mittelalterlichen Patrozinien des Bistums Bamberg, in: Rolf Bergmann, Günter Dippold, Jochen Haberstroh, Christian Lange, Wolfgang Weiß (Hrsg.): Missionierung und Christianisierung im Regnitz- und Obermaingebiet (= Historischer Verein Bamberg, Schriftenreihe, Bd. 41), Bamberg 2007, S. 267–282.
- Die Martinskirchen in Franken. Eine Studie zur Vorgeschichte und Gründung des Bistums Bamberg, in: Josef Urban (Hrsg.), Festschrift zum 1000jährigen Jubiläum des Bistums Bamberg (Studien zur Bamberger Bistumsgeschichte, Bd. 3), Bamberg 2006, S. 104–144.
- Die barocke Stadtanlage von Karlshafen und ihre europäischen Wurzeln. Ein Beitrag zur Gründung der „Hugenottenstadt“ vor 300 Jahren durch Landgraf Carl von Hessen-Kassel, in: Jahrbuch der Hessischen Kirchengeschichtlichen Vereinigung 51/2000, S. 3–41.
- Das Kollegiatstift bei St. Martin in Forchheim. Grundlagen zur Geschichte von Stift und Pfarrei in der zweiten Hauptstadt des Hochstifts Bamberg 1354–1803. Verlag H. O. Schulze, Lichtenfels 1998. - zugleich Diss. Universität Erlangen-Nürnberg 1993.
- „… Erlangen aber ist eine Universität“. Die bauliche Entwicklung der Friedrich-Alexander-Universität, in: Henning Kößler (Hrsg.), 250 Jahre Friedrich-Alexander-Universität Erlangen-Nürnberg. Festschrift (Erlanger Forschungen, Bd. 4), Erlangen 1993, S. 45–114.
- Die Entwicklung der Altstadt Erlangen. Von der „villa Erlangon“ zur Stadt der böhmischen Könige. Verlag Palm und Enke, Erlangen 1990.
- Die Legende von den „Hugenottenstädten“. Deutsche Planstädte des 16. und 17. Jahrhunderts, in: Volker Himmelein (Hrsg.), „Klar und lichtvoll wie eine Regel“. Planstädte der Neuzeit (Ausstellungskatalog des Badischen Landesmuseums Karlsruhe), Karlsruhe 1990, S. 181–198.
- Die Neustadt Erlangen. Planung und Entstehung, Heimatverein Erlangen und Umgebung (= Erlanger Bausteine Bd. 33, Sonderband), Erlangen 1986.